# История немецкого языка

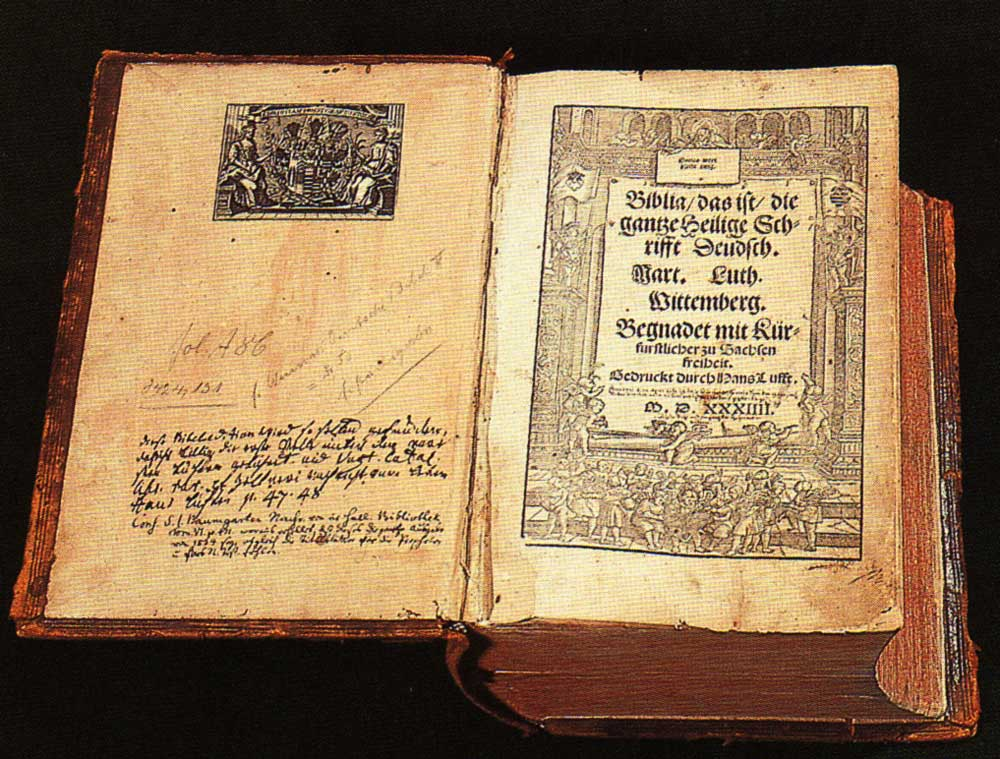
Издание Библии на ранненововерхненемецком языке (1534). Перевод Библии, сделанный протестантским реформатором Мартином Лютером, помог установить современный стандарт верхненемецкого языка.

Исто́рия неме́цкого языка́ берёт своё начало в раннем средневековье, когда начинают контактировать между собой языки древних германцев, создавая почву для образования общего языка. Более раннее развитие немецкого языка напрямую связано с развитием прагерманского языка, происходящего из гипотетического праиндоевропейского языка. Процесс развития древневерхненемецкого языка, являющегося первой ступенью на пути к немецкому современному, связывают со вторым передвижением согласных, которое проходило в VI веке.
Первая ступень развития, которая длилась с начала VII века до 1050 года, называется древневерхненемецким периодом. Примерно три века после этого (до 1350 года) длится средневерхненемецкий период. В период с 1350 по 1650 происходит развитие ранненововерхненемецкого языка, с 1650 — нововерхненемецкого языка, развитие которого продолжается и сегодня. Точная датировка периодов развития немецкого языка не может быть определена, поэтому рамки условны. Кроме того, процесс развития немецкого языка происходил неодинаково, что предопределило множество различий, существующих на уровне диалектов.

## Прагерманский язык

Распространение германцев до I века н. э.

Согласно теории Людвига Вильсера, прародиной германцев считается территория современной Дании и частично южные территории Швеции и северной Германии. Причём в состав переселенцев входили различные по своему происхождению народы Евразии. Со II тысячелетия до н. э. начинает складываться прагерманская культура и образовывается язык. На юго-востоке и юге от германцев проживали другие народы, контакты с которыми привнесли в прагерманский язык некоторые заимствования (например, из кельтского или латинского). Так, немецкое слово Hals соответствует латинскому collus, древневерхненемецкое wat происходит от слова vadum.
К тому времени древнеиталийские народы пришли на территорию Апеннинского полуострова, где позднее был построен и развивался Рим. К I тысячелетию до н. э. на земли, ранее занимаемые италийскими народами, пришли германцы, продолжив экспансию на земли кельтских народов: заняв территории между реками Эмс и Рейн, германцы двинулись на юг, к Майну, а затем — к Дунаю. Учащение контактов с кельтами привело к заимствованию большого количества новых слов. Например, были адаптированы такие слова как Amt, Recht, Eisen. Другими соседями германцев на востоке были венеды, иллирийцы и славяне, которые также имели языковые контакты друг с другом.

### Первое передвижение согласных
В VI—V веках до н. э. произошло фонетико-морфологическое разделение германских и индоевропейских языков, называемое также первым (германским) передвижением согласных (нем. die Erste Lautverschiebung). В результате этого процесса произошли следующие изменения в системе согласных: индоевропейские взрывные p, t, k, kʷ перешли во фрикативные f, þ, h, hw; индоевропейские согласные b, d, g, gʷ перешли в p, t, k, kʷ; придыхательные индоевропейские bʰ, dʰ, gʰ, gʷʰ перешли в b, d, g, gw, затем w. В современном немецком языке эти изменения практически не прослеживаются из-за произошедшего позднее второго (верхненемецкого) передвижения согласных.
Изменения, произошедшие вследствие первого передвижения согласных, коснулись и морфологии глагола: исчез имперфектный аспект (например, предложения I sang a song и I was singing a song в английском языке в немецком имеют один вид — Ich sang ein Lied), а также началось выделение категории слабых глаголов, образующих Präteritum при помощи суффикса -te.

### Великое переселение народов
К великому переселению народов язык древних германцев уже не был единым, и различные ветви германцев говорили на своём варианте ещё во II-III вв. Эти различия между отдельными вариантами языков углубились в результате последующего великого переселения народов. В III веке бургундцы выдвинулись из области Визе и Одры к Рейну. В V веке англы переселились на остров Британия, что создало предпосылки для образования английского языка. Языки алеманнов, баваров, франков, саксов и фризов впоследствии положили начало формированию немецкого языка.

### Письменность
До наших времён со времени германцев дошли некоторые письменные памятники, однако их недостаточно для того, чтобы в полной мере изучить письменность. Со II по XII века германцы использовали руническую письменность, которая была впоследствии вытеснена латиницей в результате христианизации германцев. В основу рунической письменности был положен северно-этрусский алфавит. Об этом свидетельствуют археологические находки, сделанные в Словении в 1812 году.

## Древневерхненемецкий язык
Появление древневерхненемецкого языка не имеет чёткой датировки, однако лингвисты сходятся во мнении, что его формирование предопределено вторым (древневерхненемецким) передвижением согласных в конце V века. В истории немецкого языка принято считать датой завершения этого периода 1050 год.
Предпосылками формирования языка в области современного немецкоязычного пространства стали миграционные процессы, происходившие ранее, во времена Великого переселения, падение Римской империи и образование в этой области ряда германских государств, которые, однако, просуществовали недолго (например, королевства остготов и вестготов). Сильнейшим государством на первой стадии средневековья становится Франкская империя Меровингов, основанная королём Хлодвигом I в 482 году. В состав этого королевства следующие несколько столетий входят другие германские земли (бургундцы, алеманны и прочие), которые создают основу для общего языкового пространства и складывания в нём общего языка. Процесс включения земель продолжился при Каролингах в VIII веке, когда границы королевства дошли до Эльбы и Зале на востоке, Эбро на западе и до Рима на юге. В 843 году государство, построенное Карлом Великим, было разделено на три части по Верденскому договору. Восточная часть королевства, первым королём которой стал Людовик II Немецкий, стала регионом складывания немецкой нации.
Немецкий язык на этой стадии своего развития всё ещё не представлял единого целого, однако государство и церковь способствовали тому, чтобы многие германские языки пошли на сближение. Так, алеманны, баварцы, жители Тюрингии, саксонцы и франки стали формировать собственные диалекты. Складыванию общего языка способствовало и развитие литературы в этот период. Тем не менее, даже принимая во внимание очевидное сближение отдельных ветвей, между восточными и западными языками наблюдалось значительное расхождение. Причиной такой дифференциации была слишком сильная романизированность этих народов.

### Письменные источники

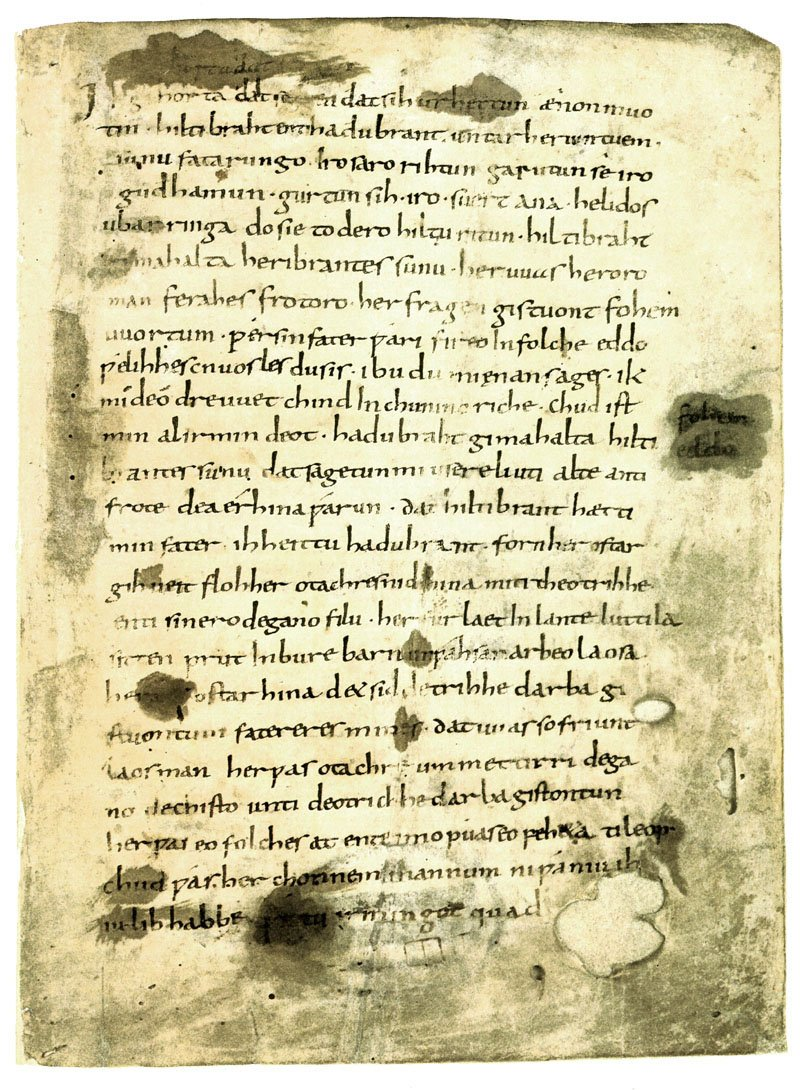
Страница из Песни о Хильдебранде

Первейшие литературные памятники на древневерхненемецком языке были созданы в монастырях и церквях, монахи которых переписывали и сохраняли свои тексты. Примечательно, что эти тексты носили не только религиозный характер, что характерно для этого периода. Среди литературных источников, дошедших до наших дней, есть и светская литература. Например, к таким произведениям относится Песнь о Хильдебранде, возникшая в VII веке и в начале VIII века записанная монахами монастыря Фульды.
Отрывок из Песни о Хильдебранде
| Древневерхненемецкий вариант | Перевод на современный немецкий язык |
| --- | --- |
| Ik gıhorta dat ſeggen dat ſih urhettun ænon muotın • hıltıbrant entı hadubrant untar herıun tuem • ſunu fatarungo • ıro ſaro rıhtun • garutun ſe ıro gudhamun • gurtun ſih • ıro • ſuert ana • helıdoſ ubar rınga do ſie to dero hıltu rıtun • hıltıbrant gımahalta herıbranteſ ſunu • her uuaſ heroro man feraheſ frotoro • her fragen gıſtuont fohem uuortum • ƿer ſin fater ƿarı fıreo ın folche … • | Ich hörte das sagen, dass sich Herausforderer einzeln abmühten: Hildebrand und Hadubrand zwischen zwei Heeren. Sohn und Vater bereiteten ihre Rüstung, richteten ihre Kampfgewänder, gürteten sich ihre Schwerter um, die Helden, über die Rüstung, als sie zu dem Kampf ritten. Hildebrand sagte, Heribrands Sohn, er war der ältere Mann, des Lebens erfahrener, er begann zu fragen, mit wenigen Worten, wer sein Vater gewesen sei unter den Menschen im Volke… |

### Влияние латинского языка
Влияние латинского языка на германские языки было особенно ощутимо в период христианизации германских земель, в первую очередь из-за того, что введение новой религии предполагало и введение многих терминов, которые были связаны с христианством. Специфической чертой процесса заимствования новых слов являлось то, что германцы не переносили слова из латыни целиком, а образовывали из них (при непосредственном знании этимологии исходного слова) слова собственные, имеющие германские словообразовательные средства. Например, латинское com-mūnio в древневерхненемецком имело вид gi-meini-da, слово ex-surgere — ūf-stān и так далее.
Естественно, что слова, не имеющие аналогов или сложно их обнаруживающие, были заимствованы непосредственно в том виде, в каком они существовали в латинском языке, но при этом претерпевали некоторые морфологические изменения. Например, к таким словам можно отнести: древневерхненемецкое klōstar (в современном немецком — Kloster, находящее корень в латинском слове claustrum), munich (Mönch, лат. monachus).
Часть слов, заимствованных из латыни, не несёт религиозного характера. Многие из них имели вполне обыденное значение, аналоги таких слов существовали, однако в силу ряда причин прижились в немецком языке. К таким словам, например, можно отнести понятия, касающиеся образования — scrīban (schreiben, лат. scrībere), scuola (Schule, лат. scōla), врачевания — arzat(er) (Arzt, лат. archiater), и другие.

### Фонетико-морфологические изменения

#### Второе передвижение согласных
Если в процессе первого передвижения согласных германские языки выделились из индоевропейского, изменив свою фонетическую и морфологическую системы, то второй подобный процесс (нем. Die Zweite Lautverschiebung) способствовал выделению именно древневерхненемецкого языка из германских. В результате этого процесса изменения первого передвижения ещё более углубились. Влияние второго передвижения наблюдаются преимущественно южнее линии Бенрата. Обозначения G и V — закон Гримма и закон Вернера. В скобках указаны периоды.
- G: /*b/→/*p/ — /*p/→/f/ и /*p/→/pf/ (IV—V, VI—VII);
- G: /*d/→/*t/ — /*t/→/s/ и /*t/→/ts/ (IV—V, V—VI);
- G: /*g/→/*k/ — /*k/→/x/ и /*k/→/kx/ (IV—V, VII—VIII);
- G и V: /*bʰ/→/*b/ и /*p/→/*b/ — /*b/→/p/ (VIII—IX);
- G и V: /*d/→/*đ/→/*d/ и /*t/→/*đ/→/*d/ — /*dʰ/→/t/ (VIII—IX);
- G и V: /*gʰ/→/*g/ и /*k/→/*g/ — /*g/→/k/ (VIII—IX);
- G: /*t/→/þ/ [ð] — /þ/→/d/ и /ð/→/d/ (IX—X).

#### Другие изменения
После второго передвижения согласных в древневерхненемецком языке произошло ещё несколько процессов, повлиявших на становление фонетической системы немецкого языка. Одним из них было образование умлаута: германское a перешло в древневерхненемецкое e (так, германская оппозиция единственного-множественного числа gast — gasti в древневерхненемецком имеет вид gast — gesti).
Следующим крупным изменением стало появление определённых и неопределённых артиклей, которые отсутствовали в индоевропейском языке. Произошли существенные изменения в системе немецких местоимений и временных форм глаголов. Так, к формам Präsens и Präteritum прибавляются сложные формы: Perfekt (ich habên iz funtan, nu ist er queman), Futur (nû willu ih scriban), Plusquamperfekt и Passiv (iz was ginoman). Немецкое словообразование приняло новый суффикс -āri (от латинского -ārius), который в итоге перешёл суффикс -er, часто встречающийся в современном немецком языке (имеет широкий спектр значений: от обозначения одушевлённого лица до значения какого-либо устройства или приспособления).

## Средневерхненемецкий язык
Началом формирования средневерхненемецкого языка принято считать 1050 год, а датой завершения фазы его существования — 1350 (период позднего средневековья). Процессы, предопределившие его появление, проявляли себя по-разному в различных частях средневековой Германии, так как язык по-прежнему был дифференцирован. Этому процессу способствовало также то, что немецкие земли и власти на местах становились всё более независимыми друг от друга. Свою роль сыграла также экспансия на восток — западные области Польши (Силезия) и Чехии (Богемия).

### Сравнение текстов средневерхненемецких и современных

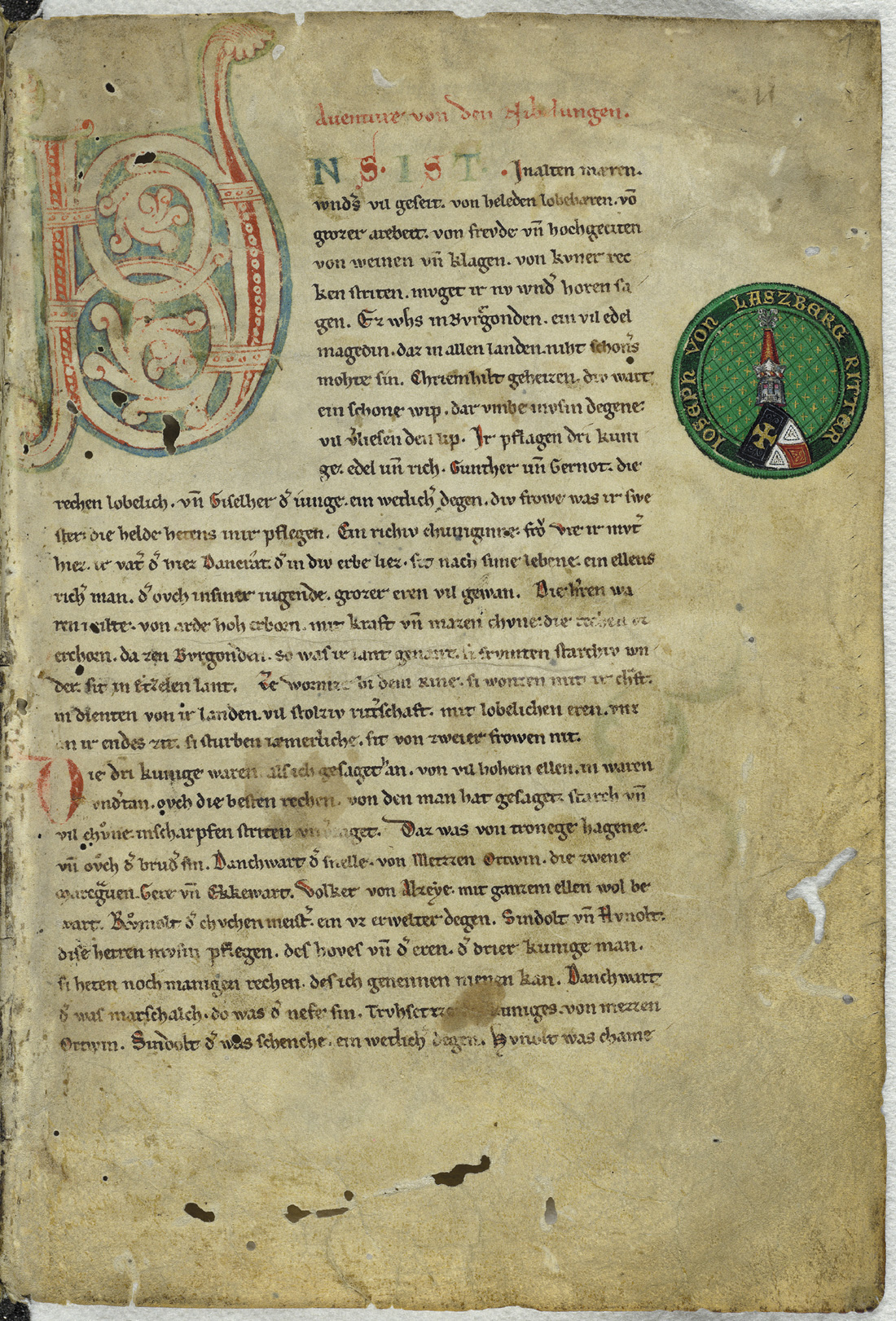
Песнь о Нибелунгах

### Развитие науки и культуры

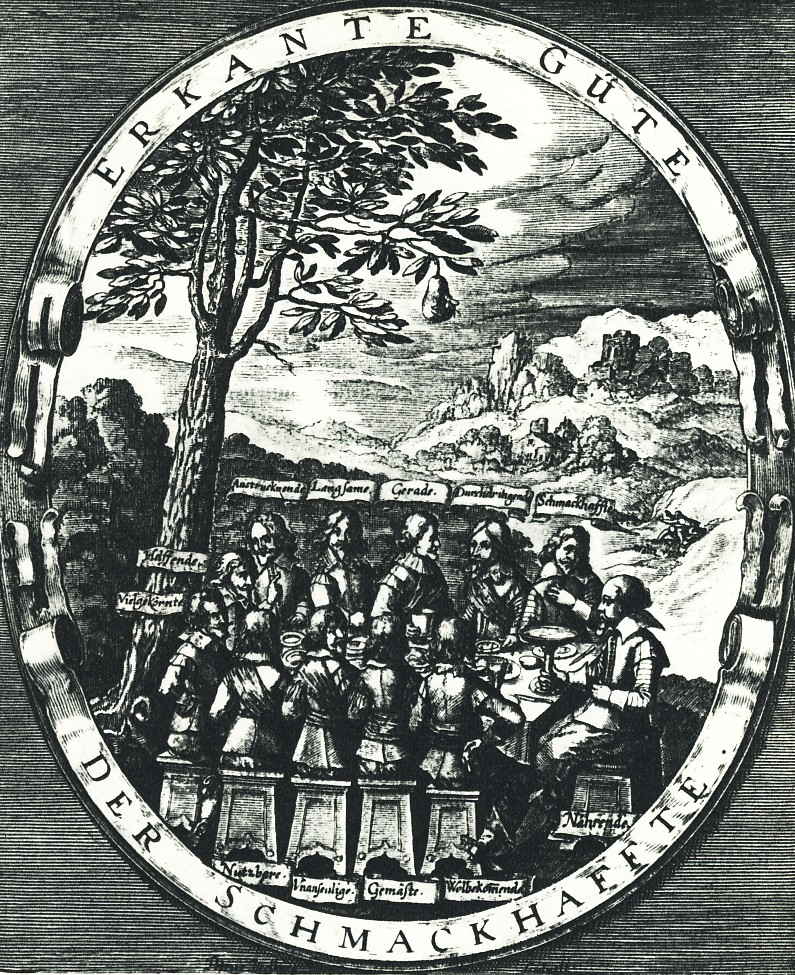
Заседание Плодоносного общества

### Роль Мартина Лютера в становлении литературного немецкого языка

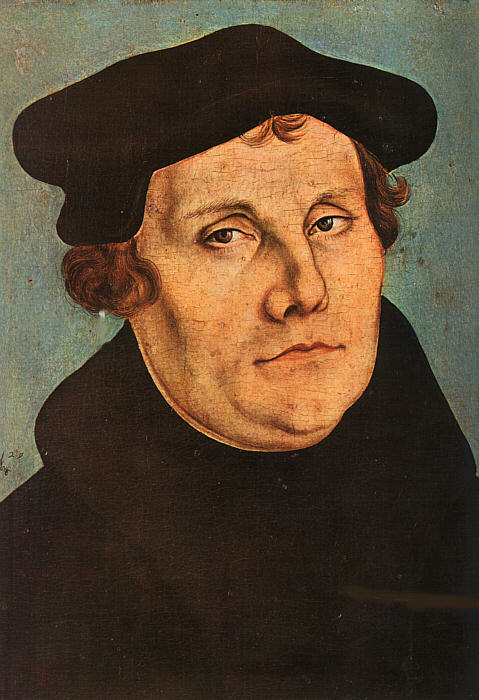
Мартин Лютер (работа Лукаса Карнаха Старшего)